# Андреевка (Селивановский район)
Андреевка — деревня в Селивановском районе Владимирской области России, входит в состав Новлянского сельского поселения.

## География
Деревня расположена в 7 км на север от центра поселения деревни Новлянка и в 3 км на юго-запад от райцентра Красной Горбатки.  

## История
Деревня впервые упоминается в окладных книгах Рязанской епархии 1676 года в составе Мусковского прихода, в ней было 6 дворов крестьянских и 2 бобыльских.
В конце XIX — начале XX века деревня входила в состав Дубровской волости Муромского уезда. В 1859 году в деревне числилось 25 дворов, в 1905 году — 53 двора, в 1926 году — 121 дворов.
С 1929 года деревня являлась центром Андреевского сельсовета Селивановского района, с 1999 года — в составе Высоковского сельсовета, с 2005 года — в составе Новлянского сельского поселения.

## Население
| 1859 | 1905 | 1926 | 2002 | 2010 | 2021 |
| ---- | ---- | ---- | ---- | ---- | ---- |
| 214  | ↗336 | ↗608 | ↘76  | ↗84  | ↘71  |